# Templo de Apia
El templo de Apia es uno de los templos construidos y operados por la Iglesia de Jesucristo de los Santos de los Últimos Días, el primero construido en Samoa y el tercer templo en el Pacífico. El Templo de Apia se dedicó cuatro días antes que el templo de Nukualofa en Tonga, lo que marca la primera vez que la iglesia dedica dos templos en el mismo mes. Previo a la construcción del templo de Apia, los fieles de la región del pacífico viajaban al templo de Nueva Zelanda para sus ceremonias eclesiásticas.
El Templo de Apia fue el segundo templo de la iglesia SUD en ser completamente destruido y reconstruido, el primero habiendo sido el Templo de Nauvoo en el siglo XIX.

## Historia
Los primeros misioneros SUD llegaron a Samoa en 1862, unos 30 años después de la fundación de la iglesia. Los primeros misioneros fueron ambos hawaianos, llegaron de Hawái bajo la guía de su mentor, Walter Murry Gibson. Gibson había sido recientemente excomulgado de la iglesia por llamarse a sí mismo “Presidente de las Islas del Mar y de las islas Hawaianas de la Iglesia de Jesucristo de los Santos de los Últimos Días” considerado herejía. Su visión era convertir y difundir la fe restauracionista por los mares del sur. El pequeño grupo logró convertir entre 60 y 70 samoanos. Con la falta de liderazgo, los fieles de la comunidad en Samoa comenzaron a desvanecerse entre las principales denominaciones cristianas. Al desconectarse Gibson del grupo, la pequeña congregación envió correspondencia a la administración de la iglesia en Salt Lake City, pidiendo que se enviaran misioneros oficiales a Samoa, arribando estos en 1888. Con los misioneros llegaron planes para la construcción de iglesias, escuelas y edificios administrativos, así como el proselitismo de los locales, en particular entre las comunidades de Savaii y Upolu.

## Anuncio
La iglesia originalmente planeo el templo de Samoa, como se llamó originalmente, para ser construido en Pago Pago, capital de la Samoa Americana. El edificio serviría como templo regional para los fieles de Samoa, Tonga, Polinesia Francesa (Tahití) y Fiyi. El 2 de abril de 1980, el entonces presidente de la iglesia Spencer W. Kimball anunció la construcción de siete nuevos templos, lo que triplicó el número de templos planeados para Polinesia. El templo de Samoa se trasladaría de Pago Pago a Apia, Samoa, donde vivían la mayoría de sus fieles anunciandose la construcción además del templo de Nukualofa y el templo de Papeete en Tahití. Estos nuevos templos en el Pacífico eran comparativamente pequeños, el templo de Tahití fue construido con una superficie de área original de aproximadamente 7500 pies cuadrados (696,8 m²) y los otros tres templos del Pacífico con una superficie de poco más de 13 500 pies cuadrados (1254,2 m²) cada uno. En 2019 la iglesia anunció la construcción del templo de Pago Pago y el templo de Neiafu, en Tonga.

## Diseño
El templo originalmente diseñado para su construcción en Pago Pago tenía un techo redondeado al estilo de las casas nativas de la isla. Los cambios en 1980 incluyeron una estructura para un templo de menor tamaño y diseñada en una familia de cuatro templos. El diseño tiene poca variación entre los templos de Samoa, Tonga, y Tahití. Incluso el Templo de Sídney en Australia, anunciado también en 1980, fue construido del mismo modelo. En sus planos originales, los nuevos templos fueron diseñados sin un pináculo, como lo fue con el templo de Laie. Con el paso de los meses, se les incluyó el chapitel a los cuatro templos incluyendo la estatua de Moroni, el cual se venía acostumbrando en los últimos templos construidos por la iglesia.

## Terreno
El terreno donde se asienta el templo era propiedad de uno de los fieles residentes, un emigrante de China conocido como Ah Mu, apodo que seg⌂n la tradición oral recibió del río Amur que fluye entre Manchuria y Siberia. En 1857, Ah Mu dejó su país para unirse a mercantes navales británicos. En un viaje a Samoa Oriental, Ah Mu se asentó en la comunidad de Vaimoso. En un inicio, Ah Mu se dedicó a transportar mercancías con caballos y carros y transportar personas en carros de dos ruedas, similar a un servicio de taxi del presente. Ah Mu hizo relaciones por un tiempo con cristianos de la Sociedad Misionera de Londres. En 1897 fue bautizado en la Iglesia de Jesucristo de los Santos de los Últimos Días y al año siguiente sedió parte de sus terrenos a la iglesia para la construcción de una escuela en Vaimoso. El lugar recibió el apodo de Pesega, o "lugar de cantos". En 1902 la sede de la misión se instaló en el terreno. En vista de la necesidad de mayor terreno, Ah Mu vendió otro lote a la iglesia donde se construyó un centro de reuniones. Una segunda escuela hizo lugar en el nuevo terreno, así como oficinas administrativas de la iglesia. Finalmente el templo fue construido en una parcela del lote de Pesega. En falleció en 1910 sin poder ser testigo del templo o de su anuncio.

## Construcción
La ceremonia de la primera palada se llevó a cabo un día después de la misma ceremonia para el Templo de Nukualofa en la vecina isla de Tonga, lo que marcó la primera vez que la iglesia inaugura el terreno para dos templos en días consecutivos. Los dos edificios se construyeron al mismo tiempo y tenían un aspecto casi idéntico hasta que se reconstruyó el templo de Apia a mediados de los años 2000.
Las congregaciones en Samoa fueron asignados para el suministro de los trabajadores en rotaciones diarias. La colocación de la estatua del ángel Moroni sobre el pináculo del templo supuso un desafío particular en vista de que no había torres guía lo suficientemente altas disponibles en las islas. Por lo tanto, los obreros usaron cuerdas y poleas para levantar la estatua de 600 libras (272,2 kg) y colocarla en su lugar, por lo general rodeados de una gran multitud que se reunía para presenciar este evento.

## Dedicación
El templo SUD de la ciudad de Apia fue dedicado para sus actividades eclesiásticas 5 de agosto de 1983 por Gordon B. Hinckley. Con anterioridad a ello, en mayo de ese mismo año, la iglesia permitió un recorrido público de las instalaciones y del interior del templo por tres semanas y al que asistieron más de 60,000 visitantes. Entre los dignatarios que participaron en la jornada de puertas abiertas del templo se encontraba Malietoa Tanumafili, el jefe de Estado en Samoa Occidental, quien realizó la ceremonia de corte de cinta previo a la jornada de puertas abiertas. El senador Pomare Galeai del Congreso de Samoa Americana también participó en la jornada de puertas abiertas, en representación del gobernador Peter Tali Colman.

## Reconstrucción
El templo de Apia es el segundo templo SUD en ser completamente destruido por un evento desastroso. En el folcór mormón los templos gozan de protección divina, solicitado incluso en las oraciones dedicatorias. Por ello, la destrucción total de un templo suele ser un evento de notoriedad. La destrucción del templo de Nauvoo, en Illinois, ocurrió cuando los devotos ya habían abandonado la ciudad en 1846. Una tempestad totalmente destruyó la torre original en lo alto del templo de St. George poco después de su dedicación, la cual fue reemplazada por una torre de mayor volumen. El desastre sobre el nuevo templo es considerado por los fieles como intervención divina en el sentido que el ya fallecido Brigham Young había favorecido una torre de mayor tama desde sus planos. En 1917, un incendio destruyó la escalera de la esquina sureste en el templo de Logan, que destruyó algunas obras de arte y causó daños por humo y agua en áreas adyacentes, el primer desastre no anticipado de un templo SUD. En 1962, un intruso intentó abrir una de las principales puertas del Templo de Salt Lake City, dejando un aparato explosivo que solo dañó la manija de la puerta y rompió algunas ventanas. El evento causó sorpresa entre los fieles quienes anticipan que los templos contienen protección del más allá.
En la primavera de 2003, el templo de Apia, originalmente de 14 560 pies cuadrados (1352,7 m²), cerró para una remodelación planificada por la iglesia. Las mejoras previstas incluyeron espacio adicional para oficinas, una nueva pila bautismal en el lomo de doce bueyes y una mejora general en el edificio. La iglesia anticipaba que el templo abriera en octubre. El incendio que destruyó el templo de Apia ocurrió el 9 de julio de 2003. Nadie resultó herido en el incendio ya que el templo había estado cerrado para su expansión y renovación. El incendio estalló durante la noche después de que los trabajadores se habían retirado. Los obreros del templo detectaron por primera vez el incendio alrededor de las 6:30 p. m.. Intentaron apagar el fuego por sus propios medios sin éxito. El grupo llamó a los bomberos poco después de las siete. 
Debido a que no había hidrantes de incendio en los alrededores del templo, los bomberos inicialmente se limitaron al agua que llevaban en los tanques de sus camiones. Cerca de cien voluntarios, ayudaron a cargar baldes de agua y utilizaron mangueras de jardín para tratar de apagar las llamas. Otros rescataron todo lo que pudieron del edificio en llamas y lo llevaron al área de vivienda del templo. Finalmente, se trajo del aeropuerto un "cañón de agua", con una boquilla grande montada en la cabina de un camión de bomberos. Para entonces, sin embargo, el fuego había consumido la mayor parte del templo, por lo que este nuevo equipo no fue de mucha ayuda excepto para mitigar el fuego en la torre, rescatándose la estatua de Moroni, la misma ocupa el templo en la actualidad.
Una semana después, el 16 de julio de 2003, la Primera Presidencia de la iglesia envió una carta a las oficinas del área diciendo que el templo sería reconstruido con un nuevo diseño. Unos meses después, el 19 de octubre de 2003, se dedicó el terreno y se llevó a cabo una ceremonia de la primera palada. Como parte del proceso de construcción, la Iglesia demolió un edificio en la parte elevada del terreno y construyó una nueva capilla en el lado opuesto de la calle del templo. Se añadieron aproximadamente 4000 pies cuadrados (37 161,2 dm²) al templo original. El 25 de enero de 2005 se colocó en la torre del nuevo templo la estatua del ángel Moroni, que había sobrevivido al incendio. En febrero de 2005 el templo resultó ileso el paso del huracán Olaf, un ciclón tropical que brevemente azotó Samoa antes de cambiar de curso en su paso por la isla.

## Pandemia 2019
El 25 de marzo de 2020 la iglesia solicitó el cierre de todos sus templos como respuesta preventiva a la Pandemia de COVID-19. En mayo de ese año la iglesia aprobó la apertura de 17 templos a nivel mundial para realizar matrimonios por personas vivas, prohibiendo para entonces todas las ceremonias a favor de ancestros fallecidos. En junio fueron anunciados 12 templos que iniciarían la segunda fase de apertura permitiendo la investidura a favor de personas vivas con un nuevo modelo de este proceso ceremonial. Las ceremonias a favor de personas fallecidas, tradicional en los templos SUD incluyendo el bautismo por los muertos comenzó a reanudarse a comienzos de diciembre de 2020. El templo de Apia fue uno de los primeros cuatro templos en comenzar esta tercera fase de reapertura en 2020.